# Thug Matrimony: Married to the Streets
Thug Matrimony: Married to the Streets è il sesto album del rapper di Miami Trick Daddy, uscito negli States il 26 ottobre 2004 e forse il più importante in fatto di featuring: hanno infatti collaborato artisti come T.I., Young Jeezy, Twista, Lil' Jon, Cee-Lo, Ludacris, Ron Isley, Jazze Pha, Khia, Smoke dei Field Mob, Trey Songz, Ying Yang Twins & Trina. Le produzioni più importanti sono quelle di Jim Jonsin e di Cool & Dre.

## Singoli estratti
Sono due i singoli estratti dall album:
- il primo è "Let's Go", con Twista e Lil' Jon;
- il secondo è "Sugar (Gimme Some)", che nel disco vede la partecipazione di Cee-lo e Ludacris. Nel video del singolo i versi di quest'ultimo sono però sostituiti da quelli della rapper Lil' Kim.

## Tracce
1. Fuckin' Around (Intro)
2. Fuckin' Around (feat. T.I., Young Jeezy & Kase 1)
3. Let's Go (feat. Twista & Lil' Jon)
4. Gangsta Livin'
5. These Are The Daze
6. I Wanna Sing
7. The Children's Song
8. U Neva Know
9. Sugar (Gimme Some) (feat. Ludacris & Cee-Lo)
10. Skit (Old Phone)
11. Menage A Trois (feat. Jazze Pha, Smoke & Money Mark)
12. J.O.D.D. (feat. Khia & Tampa Thony)
13. 4 Eva (feat. Jazze Pha)
14. I Cry (feat. Ron Isley)
15. Thugs About (feat. Dirtbag)
16. Ain't A Thug (feat. Trey Songz)
17. Down Wit Da South (feat. Ying Yang Twins, Trina & Deuce Komradz)